# Leptodactylus albilabris
Espèce
Synonymes
- Cystignathus albilabris Günther, 1859
- Leptodactylus dominicensis Cochran, 1923

Statut de conservation UICN

 LC  : Préoccupation mineure
Leptodactylus albilabris est une espèce d'amphibiens de la famille des Leptodactylidae.

## Répartition
Cette espèce se rencontre aux îles Vierges, à Puerto Rico et dans l'Est d'Hispaniola en République dominicaine,.

## Étymologie
Son nom d'espèce, du latin, alba, « blanc », et labrum, « lèvre », lui a été donné en référence à la bande blanche présente au niveau de sa bouche.

## Publication originale
- Günther, 1859 : On the reptiles from St. Croix, West Indies, collected by Messrs, A. and B. Newton. The Annals and Magazine of Natural History, sér. 3, vol. 4, p. 209-217 (texte intégral).